# Blossom Time at Ronnie Scott’s
Blossom Time at Ronnie Scott’s (иногда просто Blossom Time) — концертный альбом американской певицы и пианистки Блоссом Дири, записанный при участии барабанщика Джонни Баттса и басиста Джеффа Клайна в лондонском ночном клубе Ronnie Scott’s Jazz Club. Альбом был выпущен в 1966 году на лейбле Fontana Records.

## Отзывы критиков
| Оценки критиков           | Оценки критиков |
| Источник                  | Оценка          |
| ------------------------- | --------------- |
| AllMusic                  | [ 2 ]           |
| The Penguin Guide to Jazz | [ 3 ]           |

Джон Буш из AllMusic написал: «Она просто завораживает в любом образе, овладевая интимностью и уверенностью, которые позволяли певицам кабаре или джаза заворожить аудиторию, но лучше всего, когда использует свой девичий голос и комический такт, чтобы насытить романтикой или модностью. По сравнению с её студийными выступлениями, её голос становится ещё теплее и представительнее вживую, с легкой ноткой вибрато в конце её реплик. Blossom Time at Ronnie Scott’s — великолепное дополнение к двум или трём её лучшим пластинкам Verve». В обзоре журнала Record World отметили, что Блоссом исполняет «великолепную подборку джазовых мелодий на своём очаровательном пианино».

## Список композиций
1. «On Broadway» (Барри Манн, Синтия Вайль, Джерри Лейбер, Майк Столлер) — 3:55
2. «(Ah, the Apple Trees) When the World Was Young» (Мишель Филипп-Жерар, Анжель Ванье, Джонни Мерсер) — 4:20
3. «When in Rome» (Сай Коулман, Кэролин Ли) — 4:45
4. «The Shadow of Your Smile» (Джонни Мэндел, Пол Фрэнсис Уэбстер) — 4:13
5. «Ev’rything I’ve Got» (Ричард Роджерс, Лоренц Харт) — 4:29
6. «Once Upon a Summertime» (Эдди Барклай, Мишель Легран, Эдди Марней, Джонни Мерсер) — 3:51
7. «I’m Hip» (Дэйв Фришберг, Боб Дороу) — 2:48
8. «Mad About the Boy» (Ноэл Кауард) — 5:05
9. «The Shape of Things» (Шелдон Харник) — 2:42
10. «Satin Doll» (Дюк Эллингтон, Джонни Мерсер, Билли Стрейхорн) — 5:15

## Участники записи
- Бас-гитара — Джефф Клайн
- Вокал, фортепиано — Блоссом Дири
- Ударные — Джонни Баттс